# جوش بون
جوش بون (بالإنجليزية: Josh Boone)‏ (5 ديسمبر 1992 بغرينفيل في الولايات المتحدة - ) هو لاعب كرة قدم أمريكي في مركز الوسط. لعب مع فيهين فيسبادن وDayton Dutch Lions ‏ وPasargad F.C. ‏ وSpVgg Bad Homburg ‏.

## وصلات خارجية
- جوش بون على موقع قاعدة بيانات كرة القدم.إي يو (الإنجليزية)